# Hydroptila autonoe
Hydroptila autonoe är en nattsländeart som beskrevs av Malicky 1997. Hydroptila autonoe ingår i släktet Hydroptila och familjen smånattsländor. Inga underarter finns listade i Catalogue of Life.